# Test da sforzo

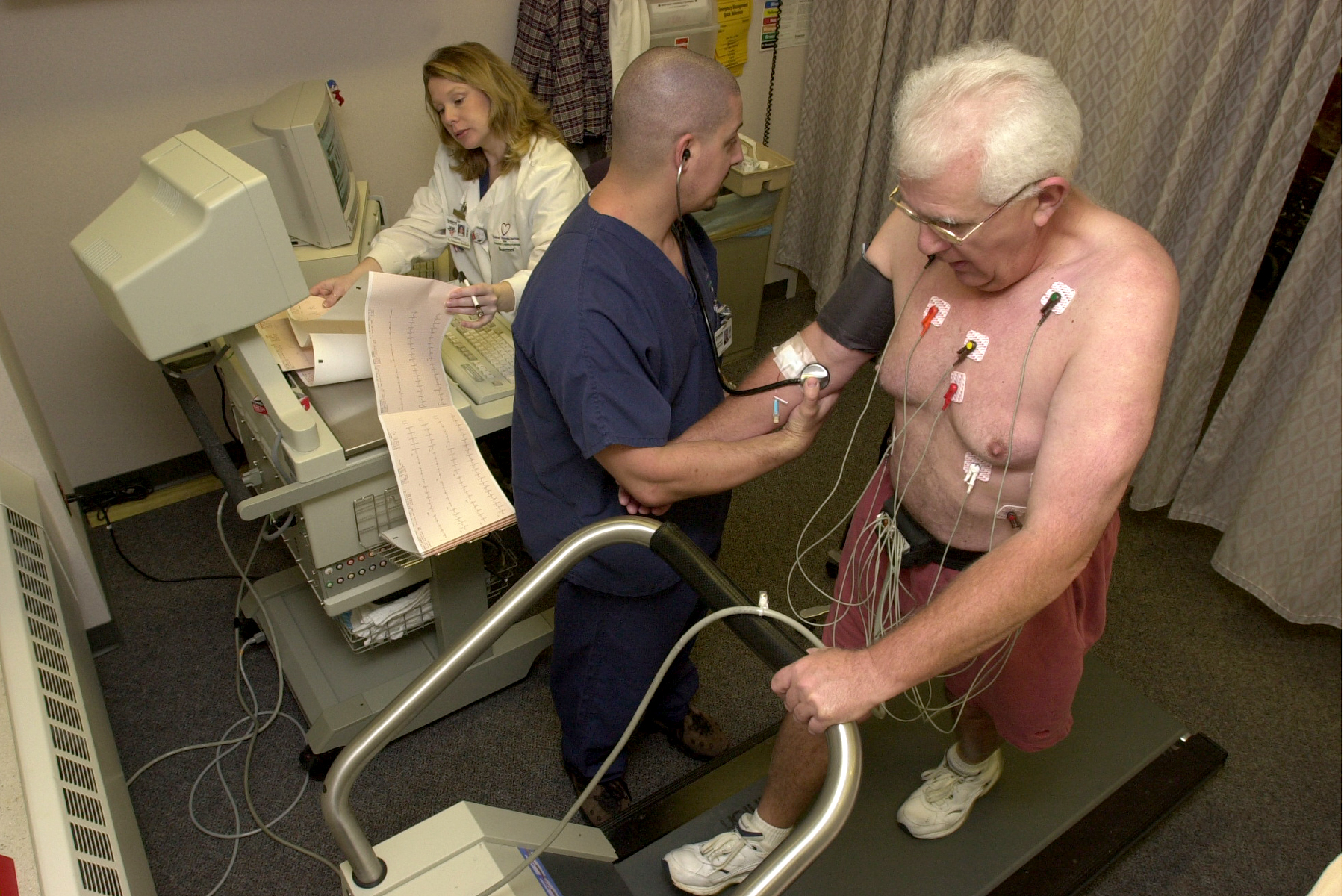
Un paziente cammina su un tapis roulant nel corso di un test da sforzo. Il personale registra la Pressione Arteriosa e l'elettrocardiogramma del paziente sotto sforzo

Il  test da sforzo è un esame diagnostico utilizzato in cardiologia per misurare la capacità del cuore di rispondere a uno stress, in un ambiente clinico controllato. Lo stress è indotto dall'esercizio fisico.
Il test studia la capacità del flusso ematico diretto al miocardio di aumentare durante uno sforzo per fare fronte al maggior lavoro richiesto. In corso di uno sforzo fisico si realizza infatti un aumento del consumo ossigeno da parte del cuore, che richiede un aumento del suo apporto, ottenibile con un aumento del flusso. In presenza di una malattia significativa delle arterie del cuore (coronarie) tale capacità si riduce con la comparsa di sintomi (dolore al petto - "angina") e/o di alterazioni elettrocardiografiche espressione di una sofferenza miocardica (ischemia ) non riscontrabile a riposo.
Il test può essere associato al solo ECG o a tecniche di imaging (ecocardiogramma, scintigrafia miocardica) ed è tuttora il più usato per diagnosticare la presenza di una malattia delle coronarie e la sua gravità, che determina il rischio di avere eventi clinici gravi.
La scintigrafia miocardica da sforzo o l'ecostress da sforzo sono indicati come esami di primo livello, al posto del test da sforzo, nei pazienti con significative anomalie dell'ECG a riposo.Nei pazienti che non sono in grado di fare un test da sforzo, come esami di primo livello in associazione con un test farmacologico sono indicati la scintigrafia miocardica o l'ecostress.

## Storia
Feil e Seigel per primi nel 1928 segnalarono cambiamenti del tratto ST e dell'onda T dopo esercizio in 3 pazienti con angina cronica stabile.
L'anno successivo Master e Oppenheimer introdussero un protocollo standardizzato di esercizio (test di master) per valutare la capacità funzionale e la risposta emodinamica.
Nel 1938 fu aggiunta la registrazione della derivazioni precordiali durante il test.
Nel 1956 Bruce utilizzò un tapis roulant e nel 1963 codificò un protocollo che porta il suo nome e che è tuttora molto utilizzato. Negli stessi anni in Europa si diffuse l'uso del cicloergometro. 
Dal 1980 sono stati sviluppati molti programmi computerizzati che hanno significativamente migliorato la possibilità di analisi, di revisione e di archiviazione.

## Caratteristiche diagnostiche
Per quanto attiene alla malattia coronarica, il test da sforzo ha una sensibilità del 68 % (variabile tra il 50 e l'80%), ed una specificità del 77 % (variabile tra il 72% ed il 90%). Questi dati sono stati ricavati da studi di confronto con la coronarografia.
La sensibilità è influenzata dalla frequenza cardiaca raggiunta durante lo sforzo (maggiore se si raggiunge la frequenza cardiaca massimale teorica), dall'estensione della malattia coronarica (maggiore se vi è una malattia dei tre vasi), dalla terapia.
La specificità risente molto di fattori preesistenti quali alterazioni di base dell'ECG, ipertensione arteriosa e prolasso della valvola mitrale.
La scintigrafia miocardica o l'ecocardiografia da stress hanno una sensibilità ed una specificità maggiori per la cardiopatia ischemica (80% e 90%).

## Indicazioni e controindicazioni
- Diagnosi e Prognosi di cardiopatia ischemica[12]
- Controllo (Follow-up) in cardiopatia ischemica

- Misurazione della capacità funzionale (adattamento allo sforzo)
- Valutazione di dispnea
- Valutazione di efficacia della terapia anti-ischemica
- Valutazione pre e post riabilitazione cardio-respiratoria
- Valutazione dopo interventi di rivascolarizzazione coronarica sia percutanea che cardiochirurgica
- Valutazione preoperatoria (per interventi a rischio di complicanze cardiache)
- Ipertensione
- Aritmie[13]

L'American Heart Association raccomanda l'esecuzione dell'ECG da sforzo come test diagnstico di primo livello della malattia coronarica per i pazienti:
- con un rischio moderato (tra il 15 % ed 85 %) di malattia in base a sesso, età, fattori di rischio (iperlipidemia, con colesterolemia totale maggiore di 240 mg/dL (6,20 mmol/L); ipertensione arteriosa, con PAS (sistolica) maggiore di 140 mmHg, o PAD (diastolica) maggiore o pari a 90 mmHg; fumo di sigaretta; diabete mellito; storia di infarto miocardico o di morte improvvisa in un parente di primo grado di età inferiore a 60 anni[14][15]), sintomi cardiologici
- che siano in grado di fare il test
- che abbiano un ECG a riposo sostanzialmente normale.

### Controindicazioni assolute
- Infarto miocardico acuto o recente
- Angina instabile
- Insufficienza cardiaca in fase di scompenso
- Aritmia emodinamicamente instabile
- Miocardite o pericardite acute
- Stenosi aortica severa sintomatica
- Insufficienza respiratoria
- Embolia od infarto polmonare recente[13]

### Controindicazioni relative
- Ipertensione (PA > 210/110 mmhg)
- Stenosi aoritca severa asintomatica
- Cardiomiopatia ipertrofica ostruttiva
- Tachiaritmia atriale con una alta frequenza ventricolare
- Bradiaritmia
- Blocco atrio-ventricolare di grado elevato
- Anemia[13]

## Esecuzione

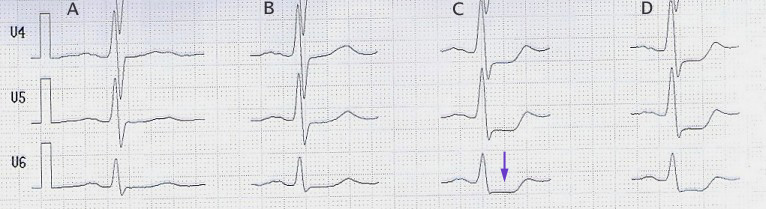
ECG da sforzo in un paziente con malattia coronarica. Si noti la depressione del tratto ST (indicata dalla freccia) ad un carico di lavoro di 100 Watt che si accentua a 125 W A a riposo, B lavoro di 75 Watt, C lavoro di 100 Watt, D lavoro di 125 Watt.

Al paziente vengono applicati elettrodi adesivi sul torace e sul dorso. Si registra quindi un elettrocardiogramma basale.
Il test può essere eseguito sia con l'ausilio di un cicloergometro, che con l'ausilio di un tapis roulant (treadmill).
Il cicloergometro è lo strumento più diffuso in Europa perché è economico, poco ingombrante ed ha anche il vantaggio di dare minori artefatti sul tracciato elettrocardiografico (in quanto richiede un limitato numero di movimenti). Presenta inoltre la possibilità di quantificare con precisione il lavoro prodotto dal paziente.
Il test con tapis roulant, più utilizzato nei paesi anglosassoni, ha il vantaggio di impegnare una maggiore muscolatura vale a dire quella degli arti inferiori e che il lavoro proposto al paziente nel corso del test è prima camminare e poi il correre, gesti che sono quotidianamente svolti da chiunque.
Si chiede al paziente di "riscaldarsi" per 1-2 minuti, pedalando oppure camminando senza carico. Successivamente nel clicloergometro viene incrementato il carico di lavoro (in genere tra i 10 ed i 20 watt ogni minuto), nel tapis roulant vengono progressivamente aumentati la velocità di scorrimento e la pendenza del nastro secondo vari protocolli.
Il test da sforzo se correttamente indicato ed eseguito è un test molto sicuro (sono state registrate 1 complicanza grave ogni 5.000 esami e 1 decesso ogni 10.000 esami).

## Interpretazione e risultati

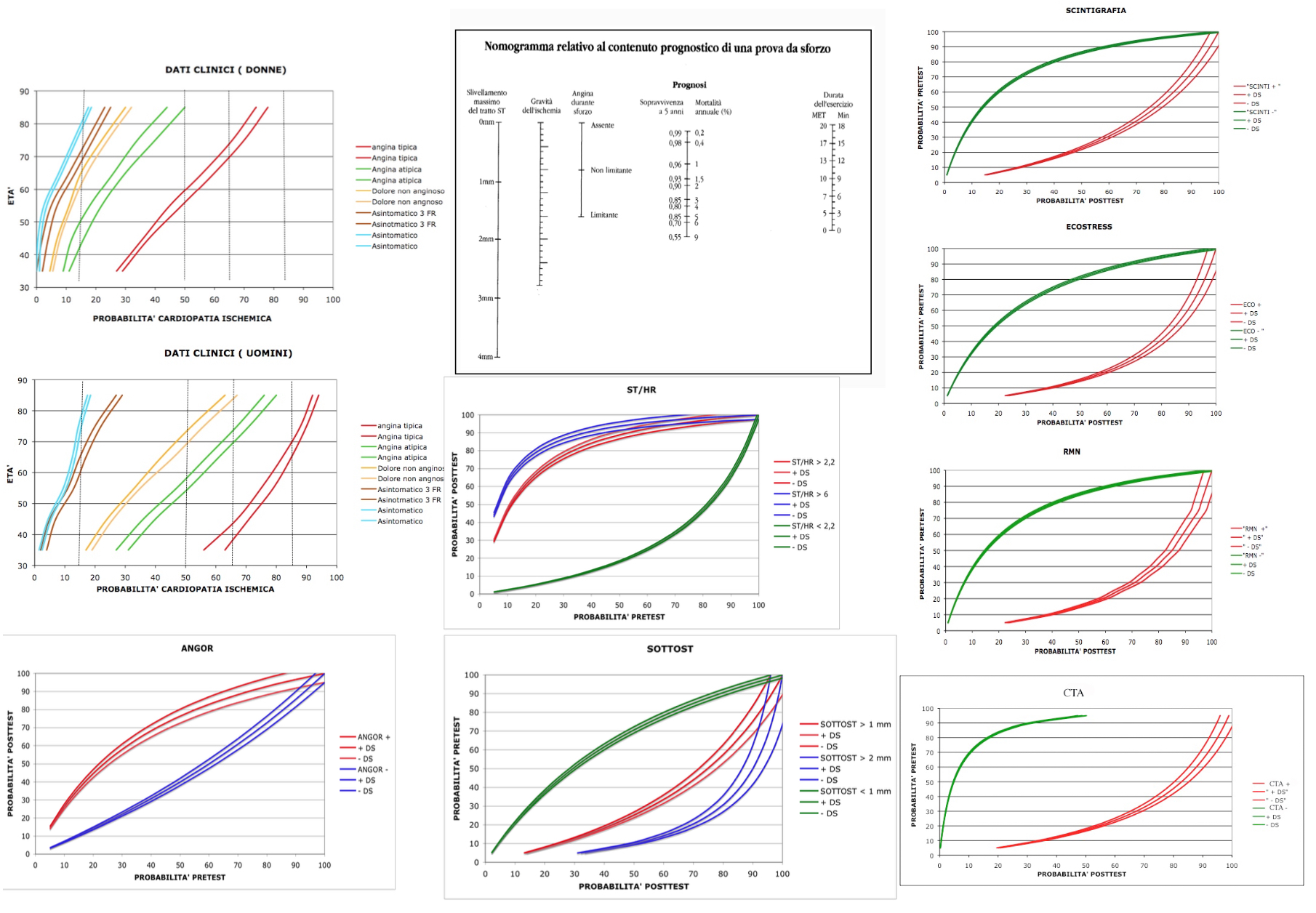
Questo modulo consente la valutazione della probabilità di malattia delle coronarie prima della esecuzione del test da sforzo (in base a sesso, età e fattori di rischio, i due riquadri in alto a sinistra), dopo la esecuzione del test da sforzo (il terzo riquadro in basso a sinistra e i due riquadri in mezzo) e dopo la esecuzione degli esami di imaging (i quattro riquadri a destra: scintigrafia, ecostress, risonanza magnetica ed angioTAC coronarica).Il modulo consente inoltre la valutazione del rischio di decesso per cause cardiovascolari a uno e cinque anni dopo la esecuzione del test da sforzo (sulla base del Duke Treadmill Score che considera la durata dello sforzo, la presenza e la intensità di angina, la presenza e la entità di alterazioni ST, riquadro in alto nel mezzo).

Il test è considerato diagnostico se il paziente raggiunge, alla fine dello sforzo, una frequenza cardiaca maggiore dell'85 % della frequenza teorica massima, calcolata con due formule : 208 – (età × 0,7) o 220 – età.
Il test è negativo in assenza di sintomi o alterazioni ECG ad una frequenza cardiaca maggiore dell'85 % della teorica massima.
Se durante l'esecuzione della prova da sforzo il paziente accusa un dolore tipico (angina) la prova deve essere considerata positiva anche in assenza di alterazioni ECG. Le modificazioni ECG del tratto ST (sottoslivellamento o più raramente sopraslivellamento) sono il criterio elettrocardiografico più significativo di ischemia miocardica; una prova da sforzo è positiva se comporta o un sottoslivellamento del tratto ST a 0.08 secondi dopo il punto J uguale o superiore a 1,5 mm se ascendente, uguale o superiore ad 1 mm se orrizzontale o discendente o un sopraslivellamento del ratto ST uguale o superiore a 1 mm.
Un test negativo, se si associa ad una bassa probabilità di coronaropatia post test, conclude di regola l'iter diagnostico.
Un test positivo richiede di regola ulteriori accertamenti, che possono essere, in base ai sintomi e al risultato del test da sforzo, non invasivi (ecocardiografia da stress, scintigrafia miocardica, risonanza magnetica, Angiotac Coronarica) o invasivi (coronarografia).

## Esami complementari o alternativi
L'ecografia da stress o la Scintigrafia miocardica sono indicate come esami di secondo livello, dopo il test da sforzo, quando rimane un dubbio diagnostico (una probabilità di coronaropatia post-test ancora intermedia).

### Ecocardiografia da stress
È una metodica diagnostica appropriata come test di primo livello per i pazienti che presentano un elettrocardiogramma a riposo anormale o che non siano in grado di fare un test da sforzo. 
L'ecocardiografia viene eseguita prima, durante e dopo lo sforzo in modo tale da poter confrontare le differenze indotte dall'esame ( ecocardiografia da sforzo). Nei pazienti che non sono in grado di eseguire un test da sforzo questo può essere sostituito con la infusione di farmaci come il dipiridamolo, la dobutamina o l'adenosina, somministrati sotto costante controllo medico.Il test da una buona sensibilità ed una alta specificità per la diagnosi di coronaropatia.

### Scintigrafia miocardica
È una altra metodica diagnostica appropriata come test di primo livello per i pazienti che presentano un elettrocardiogramma a riposo anormale o che non siano in grado di fare un test da sforzo.
Consiste sostanzialmente nella iniezione endovenosa di una sostanza particolare detta “tracciante radioattivo” e dalla successiva analisi di come questo tracciante sia captato e si distribuisca nel muscolo cardiaco.
Quando possibile si richiede al paziente di compiere uno sforzo, in genere pedalando sul cicloergometro. Nei pazienti che non sono in grado di eseguire un test da sforzo si utilizza un test farmacologico con Dipiridamolo o altri farmaci vasodilatatori (Adenosina). Al momento del massimo sforzo o alla fine della infusione del farmaco si inietta il tracciante radioattivo che tipicamente viene catturato in modo molto efficace dalle zone del cuore ben irrorate ma molto meno dalle regioni ipoperfuse. A distanza di 15-60 minuti viene registrata con una particolare apparecchiatura (Gamma Camera) la captazione del cuore della sostanza iniettata. Dopo 4 ore o in una giornata successiva si ripete la scintigrafia a riposo. Se esistono differenze nella distribuzione del tracciante tra la scintigrafia da stress e quella a riposo, si può diagnosticare una ischemia miocardica di regola espressione di una malattia della coronaria che irrora le zone poco captanti (ipoperfuse).
Esistono diversi agenti di perfusione miocardica a base di tecnezio (99 mTc): sestamibi, tetrofosmina che hanno tutti una alta sensibilità ed una buona specificità quando vengono utilizzati per la diagnosi della malattia coronarica.

## Test da sforzo cardiopolmonare
Il test ergospirometrico è un particolare tipo di test da sforzo approntato nel 1988 in Australia.
Il test consente di sottoporre a stress funzionale l'apparato cardio-circolatorio, l'apparato respiratorio ed i muscoli che sono impegnati nello sforzo, consentendo in questo modo di evidenziare i limiti ed i deficit di adattamento del soggetto.
Il test viene utilizzato negli atleti per determinare il grado di allenamento. Nei soggetti affetti da patologie cardiopolmonari per valutare la disabilità o l'invalidità, così come l'efficacia di un programma di allenamento o di riabilitazione.
Durante il test il soggetto respira in una apposita maschera collegata ad un analizzatore di gas. Il tester è in grado di analizzare istantaneamente sia la quantità di anidride carbonica espirata sia la quantità di ossigeno inspirata. Nei sistemi più moderni è anche possibile misurare, attraverso un apposito elettrodo, l'anidride carbonica transcutanea. L'apparecchiatura è in grado di quantificare anche la massima potenza aerobica con un indice definito VO2max (il VO2max viene definito massimo consumo di ossigeno e si raggiunge quando una nuova richiesta di energia non coincide più con un ulteriore aumento di consumo d'ossigeno).
Attraverso i parametri sopra descritti e, ovviamente, con la traccia elettrocardiografica e la pressione arteriosa è possibile ottenere informazioni più complete circa la situazione cardio-polmonare del soggetto.